# 225 Liberty Street
225 Liberty Street, anteriormente Two World Financial Center, es uno de los grandes rascacielos de Nueva York, localizado en 225 Liberty Street en el Distrito Financiero de Manhattan. Con 197 metros de altura, es el segundo edificio más alto del complejo del World Financial Center que se alza en el sudeste de Manhattan. Su diseño es similar al del 200 Vesey Street, excepto en que su techo tiene forma de cúpula en vez de forma de pirámide.
El edificio tiene como inquilinos a Commerzbank, Deloitte, Merrill Lynch, Nomura Group, Oppenheimer Funds, State Street Corporation, Thacher Proffitt & Wood y varias divisiones de France Telecom, entre otras compañías. Es un ejemplo de arquitectura posmodernista, diseñado por César Pelli & Associates y contiene 231.400 metros cuadrados de espacio de oficinas alquilable. Se conecta al resto del complejo a través de un patio que conduce al Jardín de invierno, un espacio público con un techo abovedado de cristal y acero, que incluye una gran variedad de plantas y árboles, incluyendo dieciséis palmeras de 12 metros del Desierto de Mojave.
Su diseño es similar al del One Canada Square en Londres, que se encuentra en el complejo de Canary Wharf. Canary Warf fue, al igual que el World Financial Center, un proyecto diseñado por el estudio de arquitectura canadiense Olympia and York y One Canada Square fue diseñado por los mismos arquitectos.
El Two World Financial Center fue severamente dañado por la caída de escombros cuando las torres del World Trade Center se derrumbaron tras los atentados del 11 de septiembre. El edificio fue cerrado para ser sometido a reparaciones desde el 11 de septiembre de 2001 hasta mayo de 2002 como resultado del daño sufrido por los ataques terroristas.
Aunque el edificio tiene su dirección nominal en Liberty Street, su fachada más prominente se encuentra en West Street, entre Liberty Street y Vesey Street.
El 12 de abril de 2012, unos paquetes sospechosos fueron enviados al Two World Financial Center, provocando la evacuación del edificio después de una amenaza potencialmente mortal. Un escuadrón de bombas investigó el paquete, que fue manchado durante un chequeo rutinario. El Departamento de Policía de Nueva York determinó que los paquetes no eran peligrosos y los empleados regresaron al trabajo.
Fue renombrado 225 Liberty Street cuando el resto del complejo se convirtió en Brookfield Place en 2014.